# Chaetostomella trimacula
Chaetostomella trimacula är en tvåvingeart som först beskrevs av Erich Martin Hering 1939.  Chaetostomella trimacula ingår i släktet Chaetostomella och familjen borrflugor. Inga underarter finns listade i Catalogue of Life.